# Tynaarlo

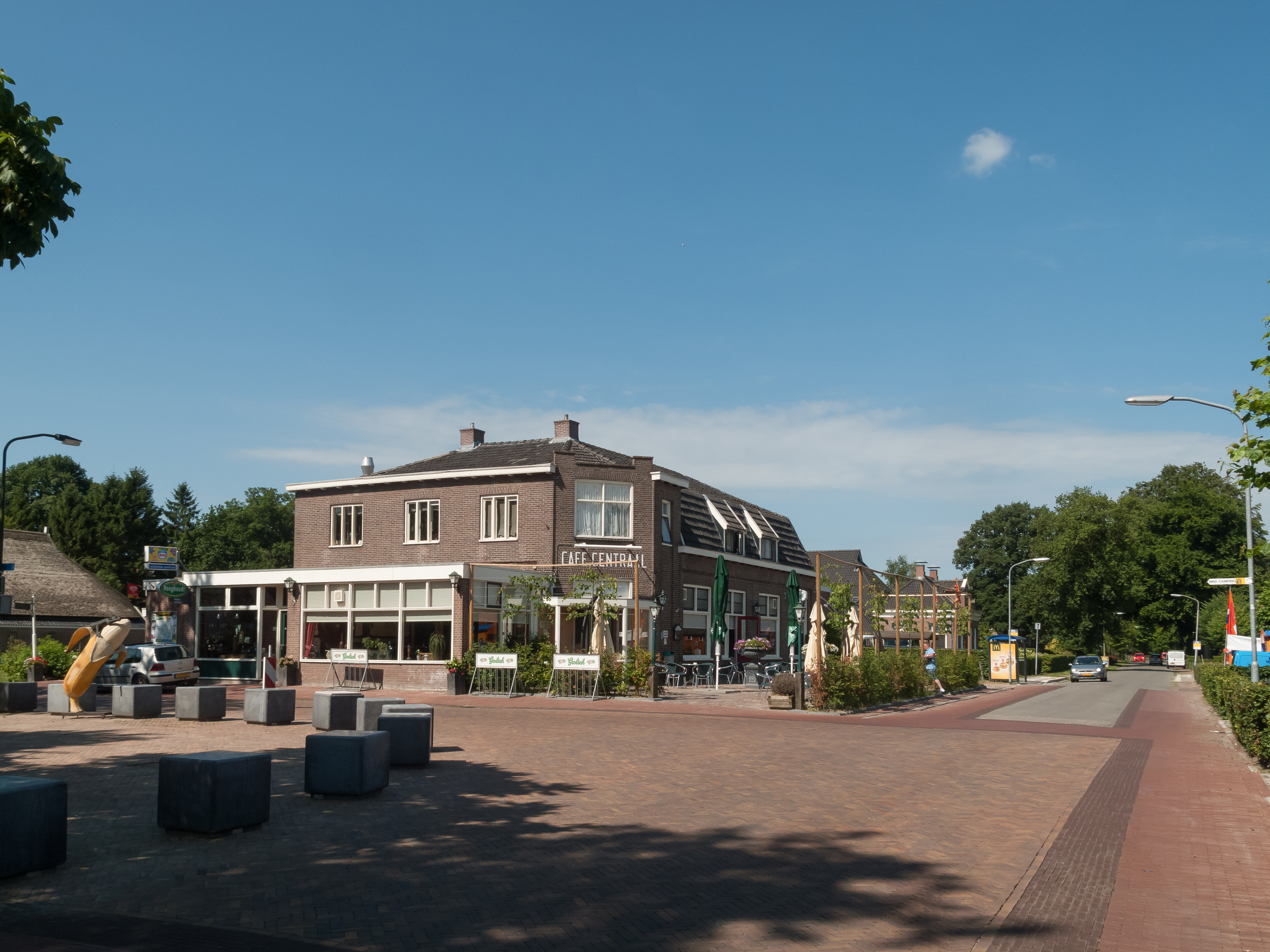
Tynaarlo

Tynaarlo é um município e uma cidade da província de Drente, nos Países Baixos. O município tem 33 259 habitantes (30 de abril de 2017, fonte: CBS) e abrange uma área de 147,70 km² (dos quais 4,2 km² de água).